# 工学院大学附属中学校・高等学校
工学院大学附属中学校・高等学校（こうがくいんだいがくふぞくちゅうがっこう・こうとうがっこう）は、東京都八王子市中野町にある私立中学校・高等学校。工学院大学の附属学校である。

## 概要
以前は、工業高校として知られていたが、現在は普通科のみになっている。
制服は、1991年までいわゆる学ランであったが、当時流行っていた長ラン・短ランが問題になったことや、工業に関する学科の募集を停止することに伴い、制服を変更することになり、結果、デザイナーによるスーツスタイルの制服になった。
しかし、この制服は、1992年から1998年までという7年間の短い期間によるものであった。1999年には、高校創立50周年という節目を迎えて、同年制服が再び改定された。現在は紺色のスーツスタイルである。なお、女子生徒はスカートの他にパンツスーツも選べる。なお、2019年度から新制服になる。
また、生徒たちは工学院大学内の生協を利用できる。全国でもいち早く、中学・高校・大学が同時に環境マネジメントシステム（ISO14001）を取得している。

## カリキュラム
工学院大学附属中学高校はカリキュラムの改革を行い、生徒たちの学力向上を目指している。カリキュラムは3学期制で週6日制を採用している。共学化以降は男女とも同じ教室で授業を受けているが、一部クラスは選択科目などの関係で男子のみで構成されていることもある。
2015年度から、中学に「ハイブリッド特進理数コース」「ハイブリッド特進コース」「ハイブリッドインタークラス」を設け、それぞれ特色ある教育プログラムを実施した。
2018年度から高校に「ハイブリッド文理先進コース」 「ハイブリッド文理コース」「ハイブリッドサイエンスコース」「ハイブリッドインターナショナルコース」を設けた。
2022年度から、カリキュラムがリニューアルし、中学では「先進クラス」、「インターナショナルクラス」の2つのクラス、高校では、「先進文理コース」、「文理コース」、「インターナショナルコース」の3つのコースが誕生した。

## 語学研修
中学生は3年次に、全員がオーストラリアにて約3週間のホームステイを経験する。 高校生でも1、2年次に希望制の語学研修プログラムが用意されている。

## 沿革
- 1887年 - 帝国大学総長渡辺洪基らを中心として、工手学校を設立。
- 1944年4月1日 - 工学院工業学校（昼間部4年制、のち5年制）を設置。学科に機械・電気・化学工業を置く。
- 1945年 - 工学院工業学校を工学院第一工業学校に改称。
- 1946年8月11日 - 工学院第二工業学校（夜間部）を設置。学科に機械・電気を置く。
- 1947年 - 学制改革により、第一・第二工業学校にそれぞれ新制の工学院第一・第二中学校を併設。
- 1948年 - 第一・第二工業学校を統合し、工学院高等学校を置く。旧制を引き継いだ全日制の第一部（機械・電気・工業化学・建設科）と夜間定時制の第二部（機械・電力・土木・建築科）からなる。夜間中学校が制度上認められなくなったため第二中学校を募集停止し、第一中学校を工学院中学校に改称。
- 1949年 - 新制の工学院大学開学に伴い、工学院大学中学校・高等学校と改称する。高校に普通科を設置。
- 1950年 - 高校第二部に工業化学科を新設する。
- 1952年 - 高校第二部の土木科廃止。
- 1953年 - 高校の第一部に工業経営科を設置、第二部の工業化学科廃止。
- 1954年 - 設置以来、生徒の不足が続いていた中学校の募集停止が決定されるが、教員やPTAの反対により停止措置は1956年度まで延期される。
- 1955年
  - 5月17日 - 第一部3年生が関西方面への修学旅行からの帰りに乗った列車が東海道本線東田子の浦列車衝突事故を起こす。数人の負傷者が出たものの、学校関係者の事故への対応が国鉄管理局に評価され、感謝状を贈られる。
  - 10月1日 - 校友歌制定。
- 1956年 - 図書館を新設。また、当時は珍しかった学校放送を開始。
- 1958年 - 中学校、最後の卒業生を送り出して廃止。
- 1959年 - 千葉県富浦町の長泉寺敷地を借用して富浦臨海寮を建てる。臨海学校に使用された。
- 1962年 - NHKよりテレビ教育指定校の委嘱を受ける（私立では最初）。
- 1963年 - 大学の拡張に伴い、高校の八王子移転と第二部廃止が決定される。
- 1964年 - 第二部の募集停止。入学者の減少で経営の負担になっていたことが背景にある。
- 1967年 - 第二部廃止。新宿区淀橋から八王子市の現校地に移転（1年のみ、2・3年は旧校舎で学ぶ）。6月17日、同窓会発足。
- 1976年 - 校地の隣に都立高校が新設される計画に対し、同計画に反対した校長がPTAや理事会に支えられる形で都当局と交渉。結果、別の場所に高校が開校する（東京都立八王子北高等学校）代わりに、予定地には市立中学校（八王子市立甲ノ原中学校）が新設された。
- 1979年
  - - 富浦町の臨海寮を、施設老朽化と臨海学校の参加者減少などの事情で廃止。
  - - 2年生が同級生を出刃包丁で刺す傷害事件が発生[3]。
- 1985年 - 自然科学部が、「熱パイプオルガンの原理と実験」の研究で文部大臣奨励賞を受賞。
- 1992年 - 工学院大学附属高等学校に改称、工業系学科を廃止。
- 1992年 - 1998年、学ランが廃止され、山本寛斎デザインの草色のブレザーに切り替わる。
- 1994年 - 新図書館完成。
- 1996年 - 工学院大学附属中学校を再開。
- 2001年 - 大学共に環境マネジメントシステム（ISO14001）を取得。
- 2002年 - 男女共学を開始。
- 2004年 - 高等学校新校舎建設のため、仮校舎へ移転
- 2006年 - 新校舎落成。文理特別進学コースを開設。
- 2011年 - 普通コースを文理普通コースに改称。
- 2011年10月3日 - スクールバスの路線追加。既存の拝島ルートに加えて八王子、北野ルートの2路線が追加。
- 2015年 - 中学校にハイブリッド特進クラス、ハイブリッド特進理数クラス、ハイブリッドインターナショナルクラスを開設
- 2016年 - スクールバスの路線追加。既存の拝島、八王子、北野ルートに加えて新たに新宿西口、南大沢の2路線が追加された。
- 2017年 - 高等学校にハイブリッドインターナショナルコースを開設

## 生徒会活動・部活動
生徒会は、環境活動だけでなく様々に活動している。また、環境活動も積極的に行われており、その様子や内容は随時サイトで見ることが出来る。

### 委員会
委員会活動は平成29年度に改編された。
- 環境リサイクル
- 生徒（選挙管理委員も務める）
- 体育
- 夢工祭実行委員
- 図書
- 放送
- ICT

### 運動部
- 硬式テニス
- 硬式野球
- サッカー
- 柔道
- 水泳
- 卓球
- ソフトテニス
- 男子バスケットボール
- 男子バドミントン
- 陸上
- 軟式野球
- ダンス
- 女子バドミントン
- 女子バスケットボール

### 文化部
- 演劇
- 軽音楽
- 自動車
- 吹奏楽
- 美術
- 茶道
- 写真
- 英会話
- 天文

### 同好会
- 旅行研究
- 文芸

## 教育方針の変容
校長が前々校長:宮下 正昭 から 前校長:平方 邦行になってから教育方針が大幅に変更されている。 従来の生徒が受け身の授業から、双方でのやり取りの授業に変わってきている。現校長中野由章が就任後、「ICT教育に力を入れている中高一貫校」（2021年度1位）に選出され、工学院大との包括的連携に基づき、先端数理情報工学を核とした「K-STEAM教育」（＝工学院のSTEAM教育）を推進。すべてのHR教室に電子黒板とWi-Fiを完備しているほか、「MakeRoom」に3Dプリンタや3Dスキャナ、大型モニタなど最新設備を整えている。

## スクールバス
スクールバスを利用する場合、申し込みが必要である（有料）。
八王子駅南口、京王八王子駅、拝島駅、南大沢駅付近、新宿駅 間で運転されている。下校便では京王八王子駅、八王子駅南口を経由して南大沢駅付近まで行くバスがある。朝の登校便ではバスの混雑を考慮して7時台に発車するダイヤ（1便）と、8時台に発車するダイヤ（2便）が設定されている。全体的にバスの本数が少ないためどの便も混雑している。
京王八王子駅利用者は八王子駅南口の乗車、南大沢駅付近利用者は八王子駅南口、京王八王子駅 、拝島駅利用者は八王子駅南口の便に乗車可能である。
定期試験や健康診断など通常とは異なる日程の場合は臨時ダイヤで運転される。

### 運転間隔
下記は全て下校便
- 新宿 - 約2時間間隔
- 拝島 - 約20分間隔
- 八王子駅南口 - 約15分間隔
- 京王八王子駅 - 約20分間隔（八王子駅南口 経由便 あり）
- 南大沢駅付近 - 約1時間間隔（基本は直通での運行）

運行会社は新宿便の青梅営業所担当便以外は全て西東京バス楢原営業所である。

## アクセス
出典 : 
- 西東京バス
  - 工02・直通・高月03「工学院大学」バス停より徒歩1分
  - 工01「工学院大学西」バス停より徒歩5分

## 著名な卒業生
- はいじぃ（お笑い芸人、吉本興業東京本社（東京吉本）所属）
- 八木健史（プロ野球選手、元福岡ソフトバンクホークス）
- 林陵平（サッカー選手、ザスパクサツ群馬所属）
- 山本真央（ミュージシャン、LIGHT BRINGERのキーボーディスト）